# (8269) Calandrelli
(8269) Calandrelli (1988 QB) – planetoida z grupy pasa głównego asteroid okrążająca Słońce w ciągu 4,09 lat w średniej odległości 2,56 au. Odkryta 17 sierpnia 1988 roku.